# Conrad Albert van Ursel

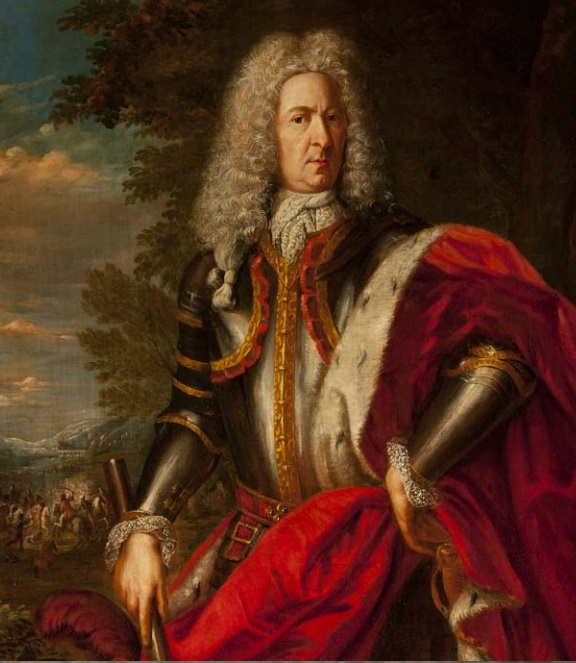
Conrard-Albert d'Ursel

Conrad Albert Karel van Ursel (Conra(r)d Albert Charles d'Ursel) (10 februari 1663 - Namen, 3 mei 1738), 1e hertog van Ursel en van Hoboken, was een Zuid-Nederlands militair.

## Leven
Conrad Albert was de zoon van graaf Frans van Ursel (1626-1696) en van Honorine Maria Dorothea van Horne, een dochter van Ambroos van Horne, gouverneur van Namen en Artesië. Hij was generaal in Spaanse dienst en evenals zijn grootvader gouverneur van het graafschap Namen. In 1716 werd hij verheven tot hertog van Ursel (overgang van de titel op de oudste zoon) en in 1717 tot hertog van Hoboken. In 1726 erfde hij de bezittingen van de uitgestorven familietak van de graven van Grobbendonk.

## Huwelijk en kinderen
Hij huwde in 1713 met prinses Eleonora Christina van Salm-Neufville (1678-1737), de dochter van vorst Karel Theodoor Otto van Salm. Uit het huwelijk werden drie kinderen geboren:
- Karel (1717-1775), 2e hertog van Ursel
- Kind (1715-1715), overleed nog dezelfde dag
- Benedicte Charlotte (1719-1778), gehuwd met Frans Albert Karel hertog van Bournonville

## Voetnoten
1. ↑  Geboortedatum volgens genealogy.euweb.cz. Encarta Winkler Prins Online Encyclopedie 2007 geeft als geboortejaar 1665, zonder maand en dag te noemen.

Conrad Albert · Karel · Wolfgang Willem · Charles-Joseph · Léon · Joseph · Robert · Henri · Antonin · Stéphane